# Thalassoplax angusta
Thalassoplax angusta är en kräftdjursart som beskrevs av Danièle Guinot 1969. Thalassoplax angusta ingår i släktet Thalassoplax och familjen Goneplacidae. Inga underarter finns listade i Catalogue of Life.